# James Thompson (wioślarz)
James Thompson (ur. 18 listopada 1986 w Kapsztadzie) – południowoafrykański wioślarz, mistrz olimpijski.

## Osiągnięcia
- Mistrzostwa świata juniorów – Ateny 2003 – czwórka ze sternikiem – 3. miejsce.
- Mistrzostwa świata juniorów – Banyoles 2004 – czwórka ze sternikiem – 4. miejsce.
- Mistrzostwa świata U-23 – Hazewinkel 2006 – czwórka bez sternika wagi lekkiej – 14. miejsce.
- Mistrzostwa świata U-23 – Glasgow 2007 – dwójka bez sternika wagi lekkiej – 2. miejsce.
- Mistrzostwa świata – Monachium 2007 – czwórka bez sternika wagi lekkiej – 21. miejsce.
- Mistrzostwa świata – Poznań 2009 – dwójka podwójna wagi lekkiej – 12. miejsce.
- Igrzyska olimpijskie – Londyn 2012 – czwórka bez sternika wagi lekkiej – 1. miejsce.
- Mistrzostwa świata – Amsterdam 2014 – dwójka podwójna wagi lekkiej – 1. miejsce